# Mouzam Makkar
Pour les articles homonymes, voir Makkar.
Mouzam Makkar, née au Kerala (Inde) un 11 mai, est une productrice et actrice indienne.

## Biographie
Makkar est née en Inde et a grandi aux Émirats Arabes Unis. Elle s'est installée à Chicago avec sa famille à l'âge de onze ans. Elle est diplômée de l'Université de l'Illinois à Urbana Champaign avec mention très bien où elle a obtenu un diplôme en finance.

## Filmographie

### Comme actrice

#### Longs métrages
- 2008 : Disgruntled : Tess Thompson
- 2009 : Assisted Living : Mahiki
- 2012 : Waterwalk : Jill Hansen
- 2013 : Simanaheen : Sonia
- 2013 : Promise Land : Saniya Khan
- 2015 : Pretty Little Girls : Viv
- 2015 : Consumed : Madame Negani
- 2016 : Halloweed : Rosa
- 2018 : Kill Game : Mara Simone
- 2018 : Freelancers Anonymous : Sam
- 2019 : She's in Portland : Jennifer
- 2019 : Freudian Slip : Kolpana

#### Courts métrages
- 2010 : Googled : Dee
- 2011 : The Balancing Game : Mindy
- 2011 : The Catastrophe : Forough
- 2012 : Communicators : Rachel Brown
- 2013 : Baggage : Nancy
- 2014 : The Night Before the Morning After : Anne
- 2014 : One Night Stand : la femme au lit
- 2014 : Radio Zed : Survivor
- 2014 : Radio Zed: Rocky Mountain High : Survivor
- 2014 : Radio Zed: I Think That We Are Going to Be Friends : Survivor
- 2014 : Radio Zed: Hey You : Survivor
- 2014 : Radio Zed: Getting to Know You : Survivor
- 2014 : Radio Zed: Humor of the Situation : Survivor
- 2014 : Radio Zed: 99 Problems : Survivor
- 2014 : When We Meet Again : Elizabeth
- 2015 : The First Session : Amina

#### Séries télévisées
- 2012 : The Mob Doctor : une paramédicale
- 2012 : Chicago Fire : Anna (2 épisodes)
- 2013 : Kam Kardashian : la serveuse / la fiancée (2 épisodes)
- 2013 : Betrayal : Tina
- 2013-2018 : Easy Abby (série télévisée) : Danielle (5 épisodes)
- 2014 : Back in the Game : Chandeep
- 2014 : Matador : Silda Patel (2 épisodes)
- 2014 : Bones : Selena Skarsgard
- 2014 : Sequestered : Rachel, la femme de Charles (2 épisodes)
- 2014 : Stalker : Terry Holt
- 2014 : See Dad Run : princesse Carla
- 2015-2018 : Law & Order: Special Victims Unit : Dara Miglani / Raina Punjabi (2 épisodes)
- 2015 : The Following : Dana (2 épisodes)
- 2015 : Lusa : Katarah
- 2015 : American Horror Story : l'infirmière Leena
- 2016 : The Vampire Diaries : Alexandria 'Alex' St. John (5 épisodes)
- 2016 : L'Exorciste : Jessica (8 épisodes)
- 2017 : Chicago Justice : Kalila Rafiq
- 2017 : 9JKL : Lily
- 2017 : Relationship Status : Hannah (2 épisodes)
- 2018 : Alone Together : Amanda
- 2018 : Noches con Platanito
- 2018 : Champions : Britney Sundaram (10 épisodes)
- 2018 : The Fix : Loni Kampoor (4 épisodes)
- 2018-2020 : New York, unité spéciale : avocate de la défense Dara Miglani (4 épisodes)
- 2019 : Ctrl alt delete : Polly (2 épisodes)
- 2020 : NCIS : Mira Sahar Azam / Sahar (2 épisodes)

#### Téléfilms
- 2014 : The Wake : Reya
- 2014 : Sober Companion : Alex
- 2015 : Unveiled : Gabrielle Horne
- 2016 : Mars Project : Chandra Devi

### Comme productrice
- 2015 : The First Session (court métrage)
- 2016 : Stale Mate (mini-série)